# Végtörlesztés
A végtörlesztés a teljes fennálló tartozás egy összegben történő visszafizetése, egyben a kölcsönszerződés megszüntetése. Ezért a bankok általában (végtörlesztési) díjat számítanak fel, mely lehet fix összeg, vagy a végtörlesztett tőke valamennyi százaléka. Jelzáloghitel esetében a végtörlesztést követően a bank kiadja a jelzálogjog törlési hozzájárulást is, amelynek Földhivatalhoz történő benyújtásával az ingatlan tulajdoni lapjáról töröltethető a jelzálogjog.

## Végtörlesztési díj
Az a díj, melyet a bank a tőketartozás alapján akkor számít fel ha a futamidő lejárta előtt a hitel teljes fennálló összege kifizetésre kerül. A végtörlesztési díj lehet fix összeg, vagy a végtörlesztett tőke valahány százaléka. Más bankkal történő hitelkiváltás esetén is ki kell fizetni ezt díjat, hiszen ez is végtörlesztésnek minősül.
A 2010.03.01 után kötött lakáscélú jelzáloghitel esetében a szerződés hatálybalépésétől számított 24 hónapot követően teljesített első részleges, vagy teljes előtörlesztés (végtörlesztés) díjmentes, kivéve, ha a részleges, vagy teljes előtörlesztés (végtörlesztés) –részben vagy egészben más pénzügyi intézmény által folyósított kölcsönből történik, vagy ha az előtörlesztett összeg meghaladja a kölcsönszerződésben rögzített kölcsönösszeg felét. 
Egyéb esetben a végtörlesztési díj a fennálló tőketartozás maximum 1%-a, vagy amennyiben a hitel más pénzintézet által kerül kiváltásra, akkor a fennálló tőketartozás maximum 2%-a.
A 2010.03.01 után kötött nem lakáscélú jelzáloghitel részleges vagy teljes előtörlesztése (végtörlesztés) esetén külön díj nem kerül felszámításra ha a fennálló tartozás nem haladja meg az 1 000 000 Ft-ot és a megelőző tizenkét hónap alatt előtörlesztés nem volt.
Egyéb esetben a végtörlesztési díj a fennálló tőketartozás maximum 2%-a.